# Rivière-Pilote
Rivière-Pilote là một xã thuộc tỉnh Martinique nước Pháp. Xã này nằm ở khu vực có độ cao từ 0-372 mét trên mực nước biển. Dân số theo điều tra năm 2007 của INSEE là 13700 người.